# Antinoópolis
|  |

Antinoópolis (griego: Ἀντινόου πόλις, copto Ansena, árabe El-Shaikh Ebada) es el nombre griego de una ciudad del Antiguo Egipto, que se convirtió en la capital del nomo XV del Alto Egipto, situada enfrente de Hermópolis Magna en la ribera oriental del río Nilo, a 38 km al sur de Al-Minya. 

## Historia
Durante el Imperio Nuevo en el lugar se encontraba un templo de la época de Ramsés II dedicado a los dioses de Hermópolis Magna y Heliópolis: Dyehuty y Ra. En la ciudad también se rindió culto a la diosa Heqet y al dios Jnum.

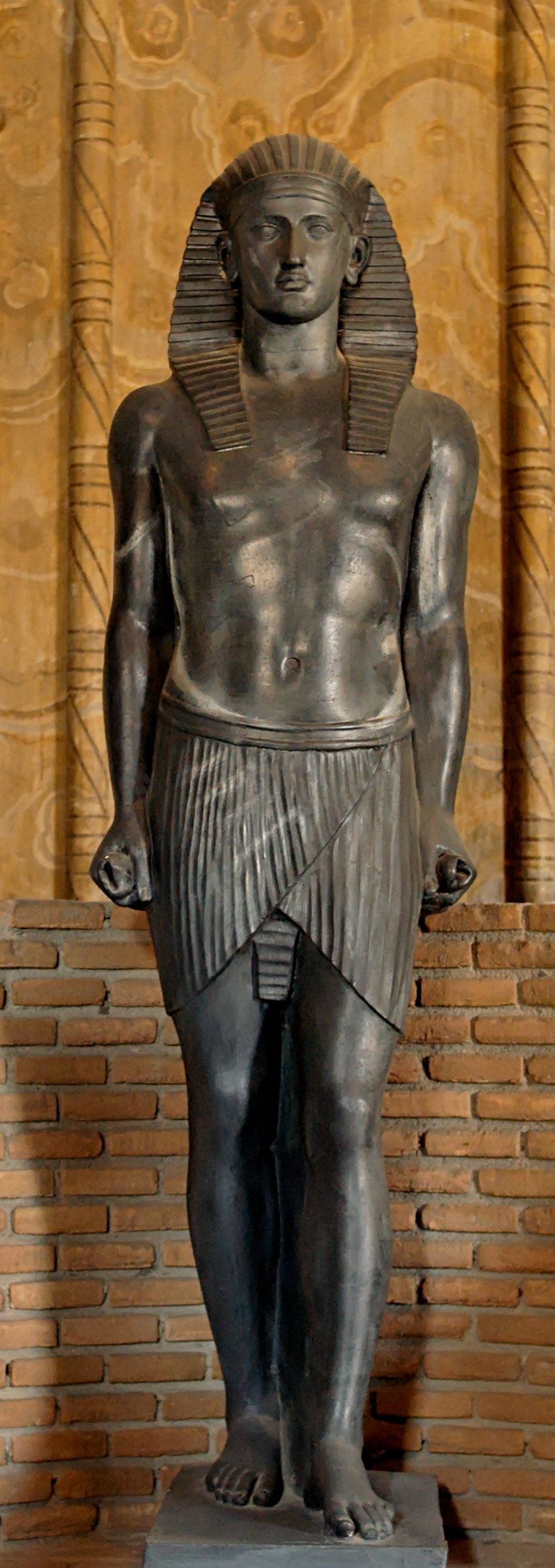
Antinoo representado como Osiris.

Fue creada sobre un poblado egipcio por el emperador Adriano, quien dedicó esta ciudad a Antínoo, su favorito y amante, que había muerto ahogado en el Nilo, siendo divinizado asimilándolo a Osiris y venerado en su templo denominado Antinoeion. Fue fundada oficialmente el 30 de octubre del año 130, el mismo día de la muerte de Antinoo.
La ciudad seguía la moda greco-romana de la época de Trajano, en contraste con el estilo egipcio.
La ciudad perteneció al Heptanómida, pero Diocleciano la convirtió en capital del nomo XV. Como centro cultural, era la ciudad nativa del matemático del siglo IV Sereno de Antinoópolis. En el año 569 Antinoópolis seguía siendo la ciudad más ilustre, según una sentencia de divorcio que ha llegado hasta nuestros días.
Adquirió relevancia para los cristianos pues, según la tradición, fue visitada por la Sagrada Familia en su huida a Egipto; también por sus mártires, durante las persecuciones de los siglos III y IV, y por ser la sede de obispos rivales, uno ortodoxo y otro arriano.
Según la Historia lausíaca de Paladio de Galacia, a principios del siglo V había en la ciudad 1.200 monjes y doce conventos de monjas.
La ciudad fue abandonada en el siglo X. El último edificio destruido fue un templo greco-romano en el siglo XIX.

## Restos arqueológicos
- Restos del templo edificado en época de Ramsés II,
- Restos de los periodos griego y romano.